# Ladinische Literatur
Die ladinische Literatur ist die Literatur der Ladinisch sprechenden Bevölkerungsminderheit in Norditalien. Sie wird vor allem in Südtirol, aber auch im Trentino und in der Provinz Belluno gepflegt. 

## Geschichte
Das älteste Denkmal von literarischer Qualität in Ladinien sind die „Dolomitensagen“, die von Karl Felix Wolff (1879–1966) aufgezeichnet wurden. Dieser publizierte sie allerdings in spätromantischer Umformung 1911 auf Deutsch. Die ältesten ladinischen Texte gehen auf das 17. Jahrhundert zurück. Dabei handelt es sich aber nur um kurze öffentliche Bekanntmachungen (zuerst 1631). 
Im Jahr 1807 schrieb Matie Ploner (1770–1844) sechs kurze Volkserzählungen sowie zwei Gedichte. Jan Batista „Tita“ Alton (Johann Baptist Alton) (1845–1900) setzte sich in der Habsburger Zeit für die Bewahrung der ladinischen Kultur und Sprache ein. Als erster ladinischer Dichter gilt Angelo Trebo aus Enneberg (lad. Mareo) (1862–1888). Er schrieb 27 Gedichte und drei Theaterstücke bzw. Operetas mit musikalischen Partien: Le ćiastel dles Stries (1884), Le Scioz de San Jenn (1885) und Trëi dis regina (nicht vollendet). Aus dieser Zeit stammen auch verschiedene Schützen- und Landsturmlieder. Neben diesen Originaltexten lagen seit dem 19. Jahrhundert auch verschiedene Übersetzungen von religiösen Werken vor, die von Klerikern des Brixener Priesterseminars verfasst wurden. Die Storia d’S. Genofefa von Jan Matî Declara (1879) war das erste vollständige Buch in ladinischer Sprache. Als Dichter und Übersetzer wirkte auch der Kaufmann Franz Moroder für den Erhalt der Sprache. 
1905 wurde in Innsbruck die interladinische Vereinigung Uniun Ladina gegründet (heute Union Generela di Ladins dla Dolomites). Nach 1920, dann unter wieder Mussolini und noch einmal nach 1945 erstarkte der Widerstand der Ladiner gegen die Italienisierung und die Auslöschung der ladinischen Sprache. Max Tosi veröffentlichte eigene Lyrik. Adele Moroder sammelte volkstümliche Erzählungen und Überlieferungen in ladinischer Sprache, die in den 1960er Jahren vereinzelt gedruckt wurden. Seit 1961 gibt es ein ladinisches Kulturprogramm im öffentlich-rechtlichen Radio, erst seit 1988 tägliche ladinische Fernsehsendungen (siehe Rai Ladinia). Seit 1990 besteht mit La Usc di Ladins eine wöchentlich erscheinende Zeitschrift. Ein Meilenstein der Dokumentation ladinischer Literatur war das Buch Litteratura dals Rumauntschs e Ladins (1979) des Zürcher Romanistik-Professors Reto R. Bezzola.

## Moderne
Die ladinische Literatur hat in den letzten 25 Jahren erheblich an Selbstbewusstsein gewonnen. Die bekanntesten Schriftsteller sind Ivan Senoner (* 1978) und Rut Bernardi (* 1962) aus Gröden sowie Iaco Rigo (* 1968) aus dem Gadertal. 
Senoner hat mehrere Preise bei ladinischen Literaturwettbewerbe gewonnen, u. a. mit den Romanen La ueia de pië via, Tré l'ega, L fova n iede te Gherdëina(„Es war einmal in Gröden“, historischer Kriminalroman, 2012) und L testamënt dl lëuf.
Bernardi ist als Autorin von ladinischen und deutschen Texten bekannt. Zu ihren Werken zählen das Theaterstück Ladin defin und der Roman Lëtres te n fol, den sie auch ins Deutsche und ins Standardladinische übersetzt hat. Iaco Rigo hat das dreisprachige Drama Iadô chël côl („Hinterm Hügel – Dietro la collina“) und Musiktexte verfasst. 
Für die Entwicklung der ladinischen Literatur sind die von verschiedenen Einrichtungen (z. B. vom Amt für ladinische Kultur der Provinz Bozen) organisierten Literaturwettbewerbe und Literaturzeitschriften von großer Bedeutung. Ladinische und nichtladinische Autoren benutzen die mehrsprachige Zeitschrift TRAS als Forum zur Publikation von Gedichten und Prosa in allen fünf ladinischen Varianten, von friulanischen und rätoromanischen Texten sowie gelegentlich von Texten in italienischer und in deutscher Sprache.
2013 erschien ein umfangreiches Werk über die dolomitenladinische Literatur von Rut Bernardi und Paul Videsott mit 230 Biographien dolomitenladinischer Autoren.